# Российский гуманитарный научный фонд

Росси́йский гуманита́рный нау́чный фонд (РГНФ) — ликвидированное российское федеральное государственное бюджетное учреждение, занимавшееся финансированием научных исследований в сфере гуманитарных наук в 1994—2016 годах.
Фонд был создан постановлением Правительства Российской Федерации от 8 сентября 1994 года № 1023 «О Российском гуманитарном научном фонде» на основе РФФИ, а распоряжением Правительства от 29 февраля 2016 года РГНФ был ликвидирован в форме обратного присоединения к РФФИ, став Отделением гуманитарных и общественных наук.

## Положение о фонде
Фонд являлся государственной некоммерческой организацией в форме федерального учреждения, находящегося в ведении Правительства РФ. Деятельность Фонда строилась на принципе самоуправляемости, который заключается в праве самостоятельно определять приоритетные области гуманитарных исследований, распределять внебюджетные средства и утверждать распределение ассигнований, выделяемых из федерального бюджета, по областям гуманитарных наук и проектам на конкурсной основе.
РГНФ осуществлял реализацию стоящих перед ним задач во взаимодействии с федеральным органом исполнительной власти, ответственным за проведение единой государственной научно-технической политики, общественными научными организациями и объединениями. РГНФ ежегодно проводил несколько конкурсов: инициативных научно-исследовательских проектов, проектов по изданию научных трудов, проектов по развитию научных телекоммуникаций и материальной базы научных исследований в области гуманитарных наук и другие.
В своей деятельности Фонд придерживался принципа предоставления учёным права свободы творчества, выбора направлений и методов проведения гуманитарных научных исследований. Основными целями Фонда являлись поддержка гуманитарных научных исследований и распространение гуманитарных научных знаний в обществе.

## Председатели фонда
- академик Н. И. Толстой (1994—1996)
- академик В. Л. Янин (1996—2003)
- член-корреспондент РАН Ю. Л. Воротников (2003—2010)
- доктор экономических наук В. Н. Фридлянов (2010—2016)